# 金山 (明朝)
金山是明朝皇室墓葬区，是当时使用的称谓，指今北京市西部山区。
在明代，金山（金山口）与西山混用。当代研究者指“西山乃京西诸山之总称”，“金山乃西山之泛称”。当地民众形容此处墓葬区为“一溜边山七十二府:122”或“一溜边山府，七十二座坟”。金山西起今天的天泰山麓，涉及香山、玉泉山、翠微山等山区。

## 历史
永乐迁都北京后，除景泰帝外，历代明朝皇帝和皇后均安葬于順天府昌平州天壽山的十三陵内，部分妃嫔、皇子陪葬。没有陪葬十三陵的妃嫔则大都安葬于金山。夭折的亲王（皇子）、公主（皇女）亦安葬于此:29。亲王（皇子）成婚后，多离京就藩，死后安葬于封地。而无儿子的亲王，则有回京安葬金山的例子。安葬时，他们的妻子（亲王妃）、女儿随葬。已婚公主（皇女）和驸马亦有不安葬于驸马家族墓地、“奉敕”“俱葬金山”的情况:122。皇帝孙辈中，有明神宗孙女安葬于金山的例子。
明成祖安葬于长陵，殉葬妃嫔安葬于长陵两侧的东、西井。明仁宗开始，妃嫔普遍的安葬于金山成为惯例:28。明宪宗妃嫔合葬一墓。明神宗时，包宜妃、陈静妃因逝世时间相近，合葬一墓。由于有明宪宗妃嫔合葬的先例，于是妃嫔合葬一墓成为惯例:30。
明朝灭亡后的清初，金山陵墓已荒废过半。乾隆年间，当地已逐渐形成村落。陵墓日渐湮没:29。在当代，除景泰陵外，地面建筑早已不存在，多有地名留存。1951年8月至11月，曾对明神宗七嫔合葬墓、明熹宗三妃合葬墓进行考古发掘:29。进入2000年代后，因城市建设加速，墓地所在的石景山区农民一次性、整建制农转居。因金山陵墓产生的地名逐渐消失。

## 葬于金山者
除景泰陵外，金山陵墓区内，有说妃嫔、亲王（皇子）、亲王妃、公主（皇女）、驸马的单人墓、合葬墓总计为七十九墓。当地民众则笼统称为“七十二府（坟）”:122。
最早安葬于此的是明仁宗妃嫔。他有三位妃嫔殉葬，其余三位妃嫔自然死亡后安葬于金山。明宣宗妃嫔都陪葬景陵，仅有一妃安葬于金山:28:29。
明英宗十八位妃，一位安葬于绵山，其余安葬于金山:29。独葬于绵山者是劉敬妃。按明英宗遗愿，她本应迁葬裕陵。明英宗第四子朱見淳墓地称四王府，应是当政的景泰帝未以亲王礼安葬侄子的缘故。明英宗第五子朱見澍墓地称“秀府”，在今石景山区西北部秀府村北。王妃黄氏亦安葬此地。香山东麓有一处墓地——杰王府，然明代无封为杰王者。有作者根据“吉王”与“杰王”同音，认为当是明英宗第七子朱見浚墓地。明英宗复僻，重新掌权后，将弟弟景泰帝以亲王礼安葬在金山，所建墓葬即景泰陵。景泰帝儿子朱见济亦安葬于金山。
明宪宗十四位妃，一位安葬于茂陵西南，十三位:29（或说十二位妃:29）安葬于金山。1963年考古发掘镶红旗营妃嫔墓，共有七座妃墓。明宪宗次子朱祐极追谥悼恭太子，墓地称悼恭府，讹称道公府。东邻娘娘府。明宪宗第五子朱祐棆墓地因守坟的坟户姓师，故称师府，后讹传为石府，石府村又分上石府、下石府。他的王妃、女儿随葬。明宪宗第八子朱祐枟和王妃吴氏合葬，其墓称雍王府。雍王府、明宪宗第十二子朱祐橓的墓地（金王府）、第十四子朱祐楷的墓地（申王府）、崇祯帝诸子墓地（西小府）处于今石景山区中部的同一区域，或相邻。雍王府、金王府、西小府均北倚翠微山。成化十一年（1475年），明宪宗承认叔叔景泰帝的皇帝身份，景泰陵升格为帝陵，成为金山区域内唯一的帝陵。
明世宗的七位妃陪葬于明十三陵，其余妃嫔二十八人，安葬于京西红石口和峰峪口:29。明神宗七嫔合葬金山。明神宗早夭诸女的墓地称西小府，北靠明英宗第四子朱見淳的墓地四王府。1971年，仙居公主墓被发现。
明光宗妃——李莊妃墓地所在称刘娘府、刘娘坟、刘娘娘坟，曾误以为崇祯帝生母刘氏的初葬墓。1950年代，开挖永定河引水渠时，有两方墓志出土。推测另一位墓主是李康妃。刘娘府村东则安葬有三位明神宗的孙女。
明熹宗三妃合葬金山:29。崇祯帝早折的第二子朱慈烜、第七子朱慈灿安葬于今石景山区中部。墓地亦称西小府，南濒永定河引水渠，西近福寿岭，北倚翠微山。

## 备注
1. ↑  “一溜边山，七十二府”中的“府”指墓葬所在，民众或理解为王府。“府”取“天堂地府”之意[4]，指墓地阳宅[5]。
2. 1 2  三位明神宗孙女分别是福王朱常洵长女、惠王朱常潤长女、桂王朱常瀛次女[5]。
3. 1 2  明神宗七嫔合葬墓安葬的是张顺嫔、耿悼嬪、魏慎嫔、邵敬嬪、李榮嬪、李德嫔、梁和嬪。
4. 1 2  明熹宗三妃合葬墓安葬的是張裕妃、段纯妃、李成妃。
5. ↑  安葬明宪宗七妃的镶红旗营妃嫔墓为七座单人墓葬，仅三人墓志尚存，王顺妃、张德妃、岳静妃。